# Mensträsket (Skellefteå socken, Västerbotten)
Mensträsket är en sjö i Skellefteå kommun i Västerbotten och ingår i Bureälvens huvudavrinningsområde. Sjön har en area på 0,0982 kvadratkilometer och ligger 95,2 meter över havet. Sjön avvattnas av vattendraget Hjåggbölebäcken.

## Delavrinningsområde
Mensträsket ingår i det delavrinningsområde (718259-173454) som SMHI kallar för Utloppet av Hemvattnet. Medelhöjden är 127 meter över havet och ytan är 11,83 kvadratkilometer. Det finns inga avrinningsområden uppströms utan avrinningsområdet är högsta punkten. Hjåggbölebäcken som avvattnar avrinningsområdet har biflödesordning 2, vilket innebär att vattnet flödar genom totalt 2 vattendrag innan det når havet efter 41 kilometer. Avrinningsområdet består mestadels av skog (72 procent) och öppen mark (10 procent). Avrinningsområdet har 0,88 kvadratkilometer vattenytor vilket ger det en sjöprocent på 7,4 procent.